# 로맹 가리
로맹 가리(프랑스어: Romain Gary, 1914년 5월 21일(구력: 5월 8일) ~ 1980년 12월 2일)는 리투아니아 출신의 프랑스 외교관, 작가, 영화 감독, 비행사이다. 에밀 아자르(프랑스어: Émile Ajar)라는 가명으로도 알려져 있으며, 그의 대표적인 저서로는 《유럽의 교육》, 《하늘의 뿌리》, 《새들은 페루에 가서 죽다》, 《자기 앞의 생》 등이 있다. 프랑스의 가장 권위있는 문학상인 공쿠르 상을 1956년에는 본명으로, 1975년에는 가명으로 수상해 역사상 공쿠르 상을 2회 수상한 유일한 인물이다.

## 작가 소개

### 어린 시절
1914년 5월 21일 러시아 제국의 빌나(현재 리투아니아의 수도 빌뉴스)에서 로만 레이보비치 카체프(러시아어: Рома́н Ле́йбович Ка́цев, 폴란드어: Roman Kacew)라는 이름으로 태어났다. 그의 부모는 모두 리투아니아 유대인으로, 아버지는 사업가로 1925년에 가족을 떠나 재혼하였으며, 어머니는 배우였다. 그는 '카멜레온'이나 '스파이'에 자주 비유될 정도로 자신의 어린 시절과 부모님의 출신에 대해 다양한 버전이 이야기를 풀어왔다. 자신의 친부가 유명한 러시아의 무성 영화 배우인 이반 모주힌(Иван Мозжухин)라는 주장도 한 바 있다. 그는 14살 때 유대인에 대한 박해를 피해 어머니와 함께 폴란드를 거쳐 프랑스 니스에 정착하여 살았다. 그는 1934년 파리 법과대학에 입학해 법학을 공부했으며 이듬해 프랑스로 귀화하였다.

### 비행사와 외교관으로서의 삶
나치의 프랑스 점령 이후 영국으로 건너간 가리는 레지스탕스 단체인 자유 프랑스군의 일원으로 유럽과 북아프리카에서 활동하였다. 프랑스 공군의 로렌 비행중대 대위로 제2차 세계대전에 참전했으며 로맹 가리로 이름을 바꾼 것도 이때이다. 전쟁에서의 공적을 인정받아 샤를 드 골 장군으로부터 받은 레지옹 도뇌르 무공 훈장을 비롯해 많은 훈장을 받았다. 종전 직후에는 불가리아와 스위스에서 프랑스 외교관으로 근무했다. 1952년에는 뉴욕에 있는 UN 프랑스 대표단에서 일했고, 1956년에는 로스앤젤레스의 총영사가 되어 할리우드를 가까이 하게 된다.

### 소설가로서의 삶
본디 한 작가에게 한번만 주어지는 공쿠르 상을 2회 수상한 유일한 작가인 로맹 가리는 가명으로 쓴 작품을 포함해 30권이 넘는 소설, 수필, 회고록을 썼다.
1935년 2월 15일 문예지 그랭구아르에서 단편 <폭풍우>가 당선이 되면서 문단에 데뷔했다. 이후 2차대전에 참전했고 참전 중에 그의 첫 장편소설인 《유럽의 교육》을 집필했다. 1945년에 《유럽의 교육》을 발표하고 프랑스 비평가상을 수상하여 명성을 얻었다. 1956년에는 장편 《하늘의 뿌리》로 프랑스의 가장 권위있는 문학상인 공쿠르 상을 수상했다. 이후에도 그는 꾸준한 작품을 발표했다. 1960년에 장편 《새벽의 약속》을 출간하여 인기를 얻었다. 1962년 그는 단편 <새들은 페루에 가서 죽다>로 미국에서 최우수 단편상을 수상했다. 1963년에는 레슬리 블랜치를 모델로 한 장편소설인 《레이디L》을 발표했으며 1970년에는 《흰 개》를 발표했다.
이후 로맹가리에 대한 평가가 떨어지자 그는 1958년 ‘포스코 시니발디’라는 이름으로 <비둘기를 안은 남자>, 1962년에는 ‘샤탕 보가트’ 라는 이름으로 <스테파니의 얼굴들>을 발표하기도 했다. 그가 60세가 되던 해인 1974년에는 ‘에밀 아자르’라는 이름으로 <그로칼랭>을 출간하여 평단의 찬사를 받았으며 에밀 아자르는 신인 작가로 큰 관심을 받았다. 당시 가리의 조카의 아들인 폴 파블로비치가 에밀 아자르의 행세를 하였다. 이후 1975년 그는 에밀 아자르라는 이름으로 두 번째 소설 《자기 앞의 생》을 발표하여 공쿠르상을 다시 한 번 수상하였다. 그는 에밀 아자르라는 이름으로 《가면의 생》, <솔로몬 왕의 고뇌>를 출판하여 엄청난 명성을 얻었다. 마지막 작품으로 1980년 <연>이 출간되었고 사후 로맹가리의 유고인 <에밀 아자르의 삶과 죽음>을 통해 로맹가리와 에밀 아자르가 동일인이었음이 밝혀졌다.

### 사생활과 말년
30세였던 1944년, 보그의 편집장인 일곱 살 연상의 여인 레슬리 블랜치와 결혼했다. 1961년 레슬리 블랜치와 이혼하고 여배우인 진 세버그를 만나 동거를 시작했다. 그는 49세의 나이로 1962년 24살 연하의 진 세버그와 재혼하였으며 그해 아들 알렉상드르 디에로 가리가 태어났다. 이후 진 세버그는 FBI의 감시를 받으면서 정치적으로 공격받았으며 로맹 가리와도 갈등을 겪었다. 1970년 진 세버그의 요청으로 그들은 이혼했고 이후 1979년 진 세버그는 약물 투여로 생을 마감했다. 그녀의 죽음으로부터 1년 후 1980년 12월 2일 그는 66세의 나이에 권총 자살로 생을 마감했다.

## 작품 소개

### 로맹 가리
- 《유럽의 교육》(1945)
- 《커다란 탈의실》(1949)
- 《낮의 색깔들》(1952)
- 《하늘의 뿌리》(1956)
- 《레이디 L》 (1958)
- 《새벽의 약속》(1960)
- 《새들은 페루에 가서 죽다》(1962)
- 《젱기스콘의 춤》(1967)
- 《흰 개》(1970)
- 《마법사들》 (1973)
- 《당신의 티켓은 더 이상 유효하지 않다》(1975)
- 《여인의 빛》(1977)
- 《연》(1980)
- 《마지막 숨결》(2005, 미완성)

### 에밀 아자르
- 《그로칼랭》(1974)
- 《자기 앞의 생》(1975) - 1975년 공쿠르 상 수상.
- 《솔로몬 왕의 고뇌》(1979)

### 포스코 시니발디
- 《비둘기를 안은 남자》(1958)

### 샤탕 보가트
- 《스테파니의 얼굴들》(1974)

### 번역되어 출판된 책
- 《자기 앞의 생》
- 《새들은 페루에 가서 죽다》
- 《유럽의 교육》
- 《레이디L》
- 《흰 개》
- 《가면의 생》
- 《그로칼랭》
- 《솔로몬 왕의 고뇌》
- 《하늘의 뿌리》
- 《새벽의 약속》
- 《마지막 숨결》
- 《연》
- 《마법사들》

## 수상 경력
- 1945년 비평가상 《유럽의 교육》
- 1956년 공쿠르 상 《하늘의 뿌리》
- 1962년 최우수 단편상 《새들은 페루에 가서 죽다》
- 1975년 공쿠르 상 《자기 앞의 생》

## 기타

### 영화 활동
그는 1958년 《하늘의 뿌리》를 영화화한 작품 '천국의 뿌리'의 각색에 참여하면서 할리우드에 진출하게 된다. 1968년에는 《새들은 페루에 가서 죽다》를 바탕으로 각본, 연출을 맡았으며 아내인 진 세버그를 주인공으로 영화 '새들은 페루에 가서 죽다'를 제작하였다. 1973년에는 '킬'이라는 영화의 시나리오를 직접 집필하고 감독하였지만 흥행에 실패하고 영화계를 떠났다.